# Lamontjoie
Lamontjoie (okzitanisch La Montjòia) ist eine Gemeinde mit 555 Einwohnern (Stand: 1. Januar 2022) in Frankreich im Département Lot-et-Garonne in der Region Nouvelle-Aquitaine (vor 2016 Aquitaine). Die Gemeinde gehört zum Arrondissement Nérac und zum Kanton L’Albret. 

## Geografie
Lamontjoie liegt etwa neunzehn Kilometer südsüdwestlich von Agen. Umgeben wird Lamontjoie von den Nachbargemeinden Saint-Vincent-de-Lamontjoie im Norden und Nordwesten, Laplume im Norden, Marmont-Pachas im Nordosten, Pergain-Taillac im Osten, Saint-Mézard und Pouy-Roquelaure im Süden, Ligardes im Südwesten sowie Nomdieu im Westen und Nordwesten.

## Bevölkerungsentwicklung
| Jahr                       | 1962 | 1968 | 1975 | 1982 | 1990 | 1999 | 2006 | 2011 | 2018 |
| Einwohner                  | 494  | 471  | 411  | 390  | 400  | 455  | 491  | 497  | 604  |
| Quellen: Cassini und INSEE |      |      |      |      |      |      |      |      |      |

## Sehenswürdigkeiten
- Kirche Saint-Louis, seit 1984 Monument historique
- Schloss Escalup, seit 1999 Monument historique

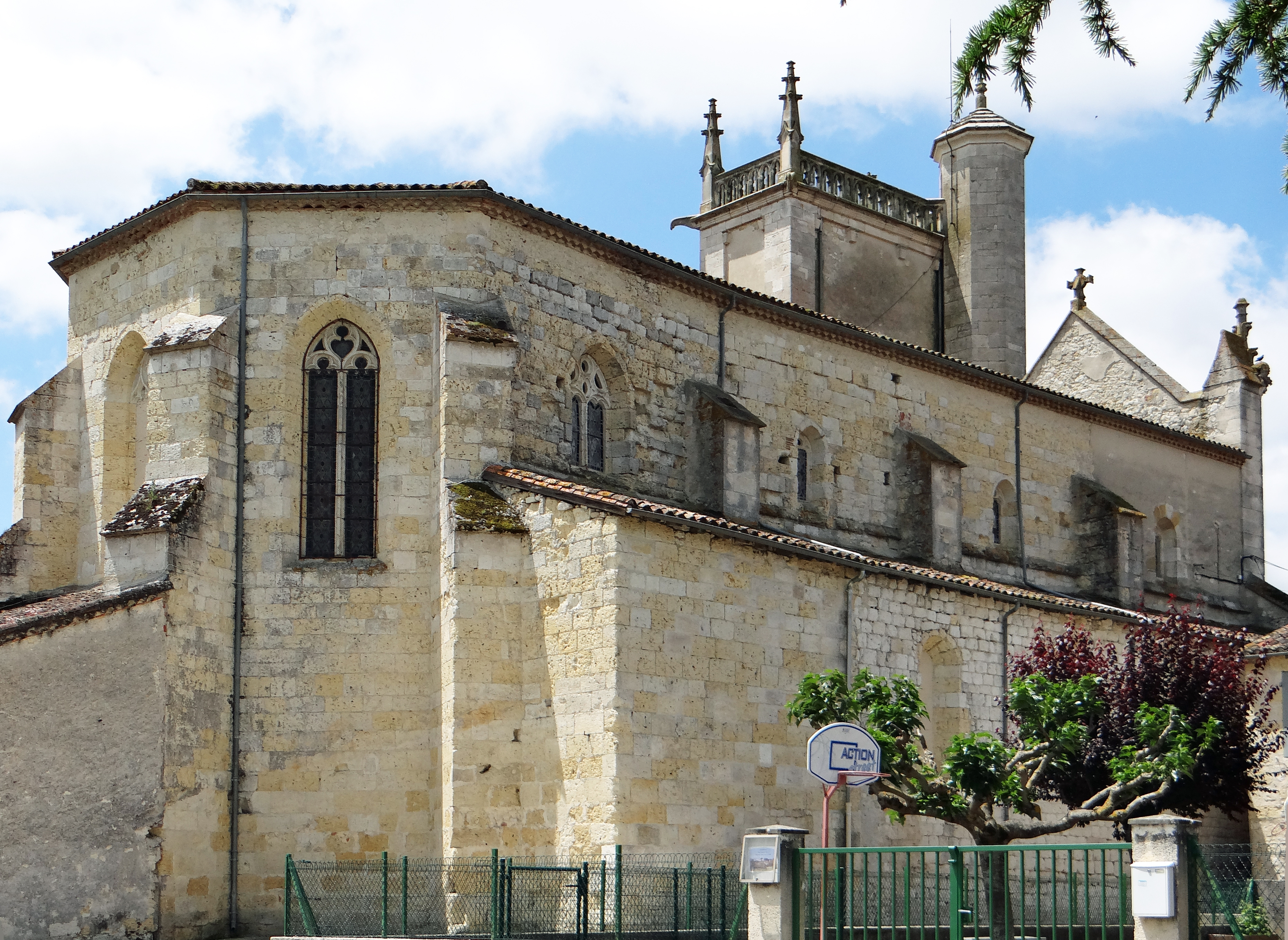
Kirche Saint-Louis
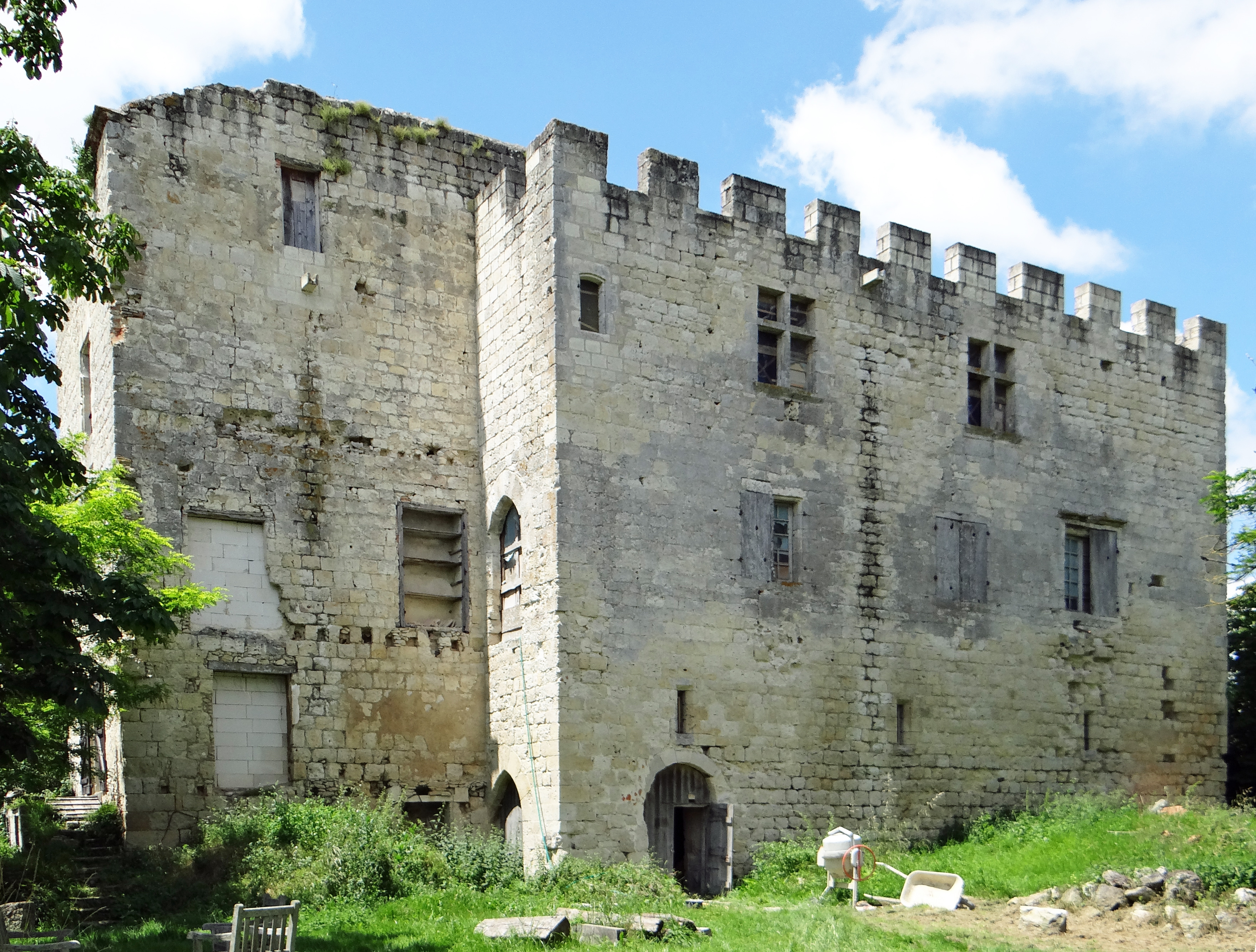
Schloss Escalup